# Dhaurehra
Dhaurehra es un pueblo y nagar Panchayat situado en el distrito de Lakhimpur Kheri en el estado de Uttar Pradesh (India). Su población es de 24518 habitantes (2011). Se encuentra a orillas del río Gomti.

## Demografía
Según el censo de 2011 la población de Dhaurehra era de 24518 habitantes, de los cuales 12851 eran hombres y 11667 eran mujeres. Dhaurehra tiene una tasa media de alfabetización del 45,27%, inferior a la media estatal del 67,68%: la alfabetización masculina es del 49,92%, y la alfabetización femenina del 40,09%.